# Kap Neumayer
Kap Neumayer (in Chile Cabo Winter) ist ein Kap, welches das nordöstliche Ende der Trinity-Insel im Palmer-Archipel westlich der Antarktischen Halbinsel markiert.
Teilnehmer der Schwedischen Antarktisexpedition (1901–1903) unter der Leitung Otto Nordenskjölds kartierten es. Nordenskjöld benannte es nach dem deutschen Geophysiker Georg von Neumayer (1826–1909). Der Hintergrund der chilenischen Benennung ist nicht überliefert.